# Hugo Thiemann

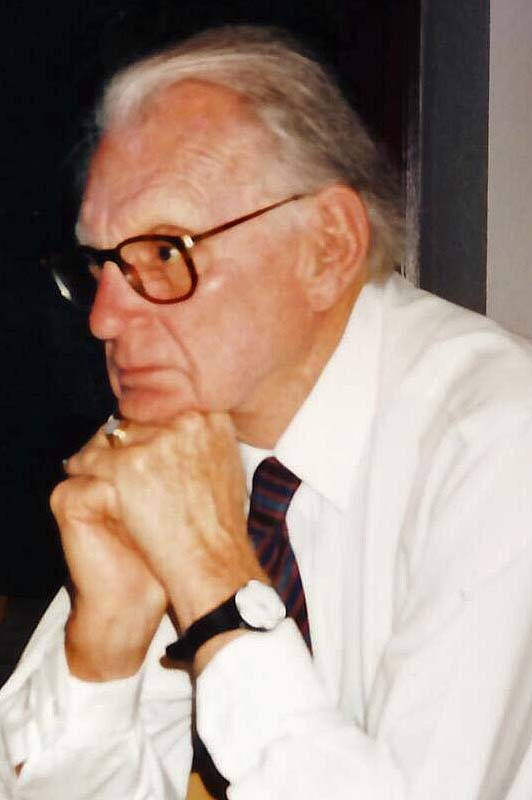
Hugo E. W. Thiemann, 1995

 Hugo Ernst Wilhelm Thiemann  (* 2. Februar 1917 in Heiden AR; † 10. Juni 2012 in Genf; heimatberechtigt seit 1931 in St. Gallen) war ein Schweizer Ingenieur und Vordenker. Er war Mitbegründer des Club of Rome.

## Leben
Die Eltern von Hugo Ernst Thiemann waren aus Deutschland und Österreich in die Schweiz zugewandert. Er besuchte die Schulen bis und mit Matura an der Kantonsschule am Burggraben in St. Gallen. Früh verlor er ein Auge. Es folgte das Studium als Elektroingenieur an der Eidgenössischen Technischen Hochschule Zürich (ETH Zürich), wo er 1939 als Diplom-Ingenieur in Elektrotechnik abschloss und 1947 als Dr. sc. tech. promovierte mit einer Dissertation in angewandter Physik. Dort war er Assistent von Fritz Fischer am Institut für Technische Physik der ETH Zürich und leitete ab 1941 die Entwicklung der Eidophor-Grossbildprojektion.
Thiemann war von 1946 an mit Marianne Beatrice Sturzenegger verheiratet.
Weitere Phasen seiner beruflichen Tätigkeit waren die Kommerzialisierung von Eidophor durch die Firma Dr. Edgar Gretener AG, danach ab 1953 die Gründung und Leitung der europäischen Niederlassung der US-Auftragsforschungsorganisation Battelle Memorial Institute in Carouge bei Genf, 1968 Gründungsmitglied des Club of Rome und ab 1974 Generaldirektor für Forschung und Entwicklung der Nestec SA in Vevey, einer Tochterfirma von Nestlé, bis 1985. Anschliessend wirkte er als Berater vieler Unternehmen.
Nachdem er seit Jahren in der französischsprachigen Westschweiz gewohnt hatte und dort tätig gewesen war, verstarb er dort in seinem 96. Lebensjahr.

## Leistungen
In jahrelanger Entwicklungsarbeit wurde an der Abteilung für industrielle Forschung (AfiF) der ETH das von Prof. Fischer patentierte Eidophor-Großprojektionssystem weiterentwickelt. Es ermöglichte erstmals die Grossbildprojektion von Echtzeit-Fernsehbildern. Thiemann leistete nicht nur Beiträge zur Geräteentwicklung, sondern sorgte auch für den Transfer des Projektes von der Hochschule zur Firma Dr. Edgar Gretener AG, gegründet von seinem ETH-Kollegen Edgar Gretener, der späteren Gretag, sowie für die Vermarktung.
Nach einer Vorführung und einem Vortrag über Eidophor in den USA offerierte ihm der berühmte Physiker Robert Oppenheimer spontan eine Stelle am Institute for Advanced Study (IAS) in Princeton (New Jersey).
Thiemann zog es 1953 vor, eine Stelle bei der neugegründeten europäischen Niederlassung der US-Stiftung Battelle Memorial Institute in Carouge bei Genf anzutreten. Dort wurde er kurz darauf zum Generaldirektor der Auftragsforschungsorganisation Institut Battelle Genève ernannt. Er baute dank Aufträgen von Firmen wie Philips, Brown Boveri, Sulzer, SNCF, SSIH und Nestlé dieses Institut zu einer renommierten F&E-Anstalt mit bis zu 750 Mitarbeitern aus. Er veröffentlichte während dieser Zeit seine Einschätzung zur Zukunft der industriellen Forschung in der Schweiz.
Während dieser Zeit nahm er 1968 am Gründungstreffen des Club of Rome teil und wurde Mitglied dessen Exekutivausschusses. Nach dem Gründungstreffen in Rom herrschte noch Uneinigkeit über das weitere Vorgehen. Thiemann bot als Direktor des Battelle-Instituts in Genf Hilfe an. Er stellte das Vorhaben im Februar 1969 Bundesrat Nello Celio vor und erreichte, dass die Schweizerische Eidgenossenschaft einen Kredit sprach. Am 29. und 30. Juni 1970 kam es in Bern zu einer Versammlung, an welcher Thiemann ein Referat hielt und die Ausarbeitung eines Berichts zu Themen des Club of Rome beschlossen wurde. Der US-Amerikaner Jay W. Forrester vom MIT in Boston bot an, im vorgegebenen Budgetrahmen die gewünschte Studie für fünf ausgewählte Themen durchzuführen. Er beauftragte damit Dennis Meadows, seine Frau Donella und den Norweger Jørgen Randers. Zwei Jahre später war der Bericht Grenzen des Wachstums für die Veröffentlichung bereit.
Nestlé wurde durch Forschungsaufträge an das Battelle-Institut auf die Fähigkeiten von Thiemann als Vordenker und Organisator aufmerksam. So wurde er 1974 an die Spitze der Tochterfirma Nestec S.A. zur Leitung der F&E-Tätigkeiten des Gesamtkonzerns im Rang eines Generaldirektors berufen. Zu den damals entwickelten Initiativen gehörten die Trinkwasseraufbereitung und Abfüllung sowie neue Kaffeefertigprodukte, heute bekannt als Nespresso. Zudem etablierte er die Rive-Reine-Konferenz als interaktive Weiterbildungsveranstaltung des Nestlé-Top-Managements. Sein Anstellungsverhältnis wurde durch den neu ernannten Konzernleiter Helmut Maucher über das normale Rentenalter hinaus verlängert.
Thiemann wurde nach seiner Pensionierung Mitglied verschiedener Beratungsorganisationen, u. a. von 1994 bis 1999 als Verwaltungsratspräsident der Geneva Consulting & Management GC&M SA in Genf.

## Ehrungen
Thiemann wurde vom Institute of Electrical and Electronics Engineers für seine Verdienste zum Fellow der IEEE ernannt.
Die ETH Lausanne verlieh ihm den Grad Dr.-Ing. ehrenhalber (Dr. h. c.). Auch die Universität Genf ernannte ihn zum Dr. h. c. ès sc.
Thiemann war Ehrenmitglied des Club of Rome und seit 1988 Ehrenmitglied der Gesellschaft ehemaliger Polytechniker (GEP).